# المعين (مناخة)

تعديل مصدري - تعديل

المعين هي إحدى قرى عزلة بني برة بمديرية مناخة التابعة لمحافظة صنعاء، بلغ تعداد سكانها 282 نسمة حسب تعداد اليمن لعام 2004.